# 초콜릿 (드라마)
《초콜릿》은 JTBC에서 2019년 11월 29일부터 2020년 1월 18일까지 방송된 JTBC 금토 드라마이다.

## 줄거리
이탈리아 세계요리대회 출신 셰프와 뇌 신경외과 의사가 서로를 보듬으며 호스피스 환자와 보호자들에게 요리를 선사하는 사랑의 휴먼드라마.

## 등장 인물

### 주요 인물
- 윤계상 : 이강 역 (아역: 오자훈) - 뇌 신경외과 의사, 준의 사촌 동생
- 하지원 : 문차영 역 (아역: 김보민) - 셰프, 태현의 누나
- 장승조 : 이준 역 (아역: 서동현) - 강의 사촌 형
- 유태오 : 권민성 역 - 현석의 아들, 차영의 전 남자친구, 강의 친구
- 민진웅 : 문태현 역 - 차영의 동생

### 거성집안 사람들
- 강부자 : 한용설 역 - 강과 준의 할머니, 거성병원을 좌지우지하는 인물
- 이재룡 : 이승훈 역 - 거성병원의 원장
- 김선경 : 윤혜미 역 - 산부인과 주치의
- 이언정 : 정수희 역 - 강의 엄마
- 윤예희 : 이서훈 역 - 강과 준의 고모

### 거성 호스피스 사람들
- 김원해 : 권현석 역 - 거성 호스피스 병원장이자 민성의 아버지
- 김호정 : 한선애 역 - 현석의 X 와이프
- 염혜란 : 하영실 역 - 거성 호스피스 수간호사
- 이주연 : 배나라 역 - 거성 호스피스 간호사

### 그 외 인물
- 김유빈 : 오정복 역 - 어린 이강의 옆집에 살던 하동구 선장의 외 조카
- 장덕주 : 하동구 역 - 완도의 선장
- 이효빈 : 김인주 역 - 민성의 약혼녀
- 최성원 : 나쁜남자 역 - 병원에서 퇴원하는 여자친구에게 이별을 통보하는 나쁜 남자
- 이용이 : 숙자 할머니 역 - 거성 호스피스 병동 환자
- 전성애 : 용순 할머니 역 - 숙자 할머니 동생(?)
- 이무생 : 정교수 역 - 권현석의 제자. 이준의 첫사랑이었던 김희주의 남편. 아픈 아내를 살뜰하게 챙기는 자상한 남편이자 실력 있는 의사
- 금효민 : 김희주 역 - 거성 호스피스 병동 환자
- 우성민 : 윤지용 역 - 거성 호스피스 병동 환자
- 이찬유 : 윤민용 역 - 지용의 형
- 윤보라 : 희나 역 - 거성병원 호스피스 병동 환자. 먹방 유튜버이며 문태현과는 우연한 사건을 계기로 친해진다
- 린아 : 송여진 역 - 이준이 갤러리를 구경하다 마주친 여인
- 이한서 : 예솔 역
- 양주호 : 예솔 아빠 역
- 차이화
- 추연규
- 안정호
- 전석호 : 민대식 역 - 하영실을 좋아했던 동생
- 신동력 : 한정기 역 - 지수 아버지. 결혼기념일이라고 처음 데이트에서 먹었던 분짜를 해달라고 차영에게 부탁한 거성 호스피스 병동 환자

## 촬영지
- 니폴리오
- 아크로나플리아
- 당머리 참장어거리
- 계명대학교 동산병원
- 더스테이 힐링파크
- 알펜시아리조트
- 서울 드래곤 시티
- 그리스 모넴바시아 다리
- 그리스 모넴바시아 그리스 정교회
- 여수 남도횟집 - 바다식당

## 시청률
최저 시청률과 최고 시청률은 시청률 조사회사와 지역별로 시청률에 차이가 있을 수 있습니다.
| 2019년      | 2019년      | 2019년         | 2019년       |
| 회차        | 방송일      | AGB 시청률     | AGB 시청률   |
| 회차        | 방송일      | 대한민국(전국) | 서울(수도권) |
| ----------- | ----------- | -------------- | ------------ |
| 제1회       | 11월 29일   | 3.475%         | 4.243%       |
| 제2회       | 11월 30일   | 4.364%         | 5.280%       |
| 제3회       | 12월 6일    | 4.316%         | 4.745%       |
| 제4회       | 12월 7일    | 4.603%         | 5.370%       |
| 제5회       | 12월 13일   | 4.372%         | 4.963%       |
| 제6회       | 12월 14일   | 4.173%         | 4.243%       |
| 제7회       | 12월 20일   | 4.265%         | 4.560%       |
| 제8회       | 12월 21일   | 4.230%         | 4.291%       |
| 제9회       | 12월 27일   | 4.142%         | 4.794%       |
| 제10회      | 12월 28일   | 3.812%         | 4.367%       |
| 2020년      |             |                |              |
| 제11회      | 1월 3일     | 4.177%         | 4.615%       |
| 제12회      | 1월 4일     | 4.205%         | 4.717%       |
| 제13회      | 1월 10일    | 3.804%         | 4.317%       |
| 제14회      | 1월 11일    | 4.215%         | 4.917%       |
| 제15회      | 1월 17일    | 3.778%         | 3.982%       |
| 제16회      | 1월 18일    | 4.579%         | 5.071%       |
| 평균 시청률 | 평균 시청률 | 4.157%         | 4.655%       |

## 참고 사항
- 이 화면은 레터박스로 구성되었다.

## 같이 보기
- 대한민국의 텔레비전 드라마 목록 (ㅊ)
- 2019년 대한민국의 텔레비전 드라마 목록